# Hippopsis femoralis
Hippopsis femoralis är en skalbaggsart som beskrevs av Stefan von Breuning 1940. Hippopsis femoralis ingår i släktet Hippopsis och familjen långhorningar. Inga underarter finns listade i Catalogue of Life.